# NPa Macaé (P-70)
O NPa Macaé (P-70) é um navio-patrulha da Marinha do Brasil da Classe Macaé, construído pelo estaleiro INACE. 

## História
Foi ordenado em 2006 como parte do 1º lote de duas unidades da classe, junto com o NPa Macau - P-71. Foi construído pelo estaleiro INACE - Industria Naval do Ceará S/A, em Fortaleza, seguindo o projeto da CNM, da França. Teve sua quilha batida em 24 de novembro de 2006, sendo sua madrinha a Sra. Ângela Maria de Sousa da Silveira Carvalho e foi submetido a Mostra de Armamento em 9 de dezembro de 2009, em cerimonia realizada em Fortaleza-CE.

## Incorporação
Batizado e incorporado à Marinha do Brasil em 9 de dezembro de 2009, foi integrado ao Grupamento Naval do Sudeste. A Ordem do Dia nº 7/2009, do Estado-Maior da Armada, em cumprimento ao disposto na Portaria nº 415, de 1 de dezembro de 2009, do Comando da Marinha, realizou-se a Mostra de Armamento, conforme preconizado na Ordenaça Geral para o Serviço da Armada. A solenidade ocorreu na cidade de Fortaleza, estado do Ceará e contou com a presença, entre outras autoridades, do Comandante da Marinha de Gana, C Alte Matthew Quashie e do ex-Comandante da Marinha, Alte Esq Roberto de Guimarães Carvalho.

## Origem do nome
Seu nome é uma homenagem à cidade Macaé localizada no litoral do estado do Rio de Janeiro, importante pólo de apoio à exploração marítima de petróleo no Brasil.
Macaé é uma palavra de origem indígena, cujo significado é coco doce, fruto produzido pela palmeira macabaíba.

## Missão

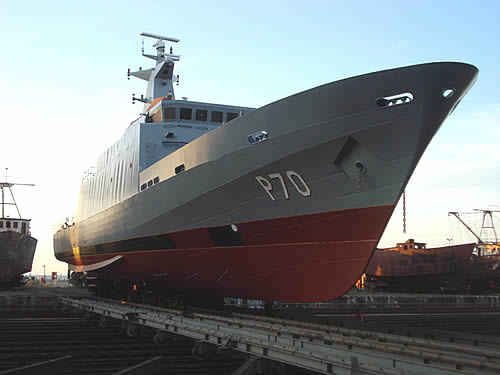
NPa Macaé (P-70) durante a sua construção na rampa de lançamento do estaleiro INACE.

O NPa Macaé (P70), construído pela Indústria Naval do Ceará S.A (INACE) é o primeiro de uma nova classe de navios-patrulha, seu projeto foi baseado no navio-patrulha Classe Vigilante, de origem francesa, aperfeiçoado no Brasil, agregando modernos sistemas nacionais em sua estrutura, como o Sistema de Controle e Monitoramento de Máquinas (SCM) e o Terminal Tático Inteligente (TTI).
Tem por tarefas atuar na fiscalização das Águas Jurisdicionais Brasileiras (AJB), desenvolvendo atividades de patrulha naval, inspeção naval, salvaguarda da vida humana no mar, fiscalização de poluição marítima e proteção dos campos de petróleo no mar, além de contribuir para a segurança do tráfego marítimo nacional.